# うらけん
うらけんは2004年～2005年にTE-A roomで配信していたインターネットラジオ。げんしけんのおもしろさを伝えるためのありがたくもはた迷惑なおたく系プログラムらしい。アニメ『光と水のダフネ』から出演者3人とも関わっているため、そちらの内容に触れることもある。番組は、長たらしい業務連絡とリスナーからのお便りで構成されるが、ほとんどは3人の趣味のお話。業務連絡が終わればプレイヤーのXボタンを押して聞くのをやめても構わないという営業的番組のはずだが、3人の趣味のポニーテールやSFの話で盛り上がる。

## 出演者
- 池端隆史

通称、髭のおじちゃん。
- UPLIFT

本名、伊平崇耶。頑なにUPLIFTで通すが、あまり意味無し。
- 小林治

通称、激☆店の店長。

## コーナー
- 自己紹介
  - 初めて＊＊した＊＊は＊＊の～です、といった形式で紹介する。単なる3人の自己紹介なのだが、内容が濃いため、自己紹介話からいきなり話が脱線してしまいがちだった。

- ふつうのおたより
  - げんしけん・くじびきアンバランスの感想、その他なんでもリスナーのお便りを紹介する 。全国各地のおたくな情報や現代学漫事情が寄せられた。

- キミのサークルに大野さんはいるか!
  - リスナーの所属する部活・サークルの紅一点、またはレイヤーなんてやっちゃう女性部員、つまりは本当にげんしけんの大野加奈子の様な人がいるのか?を募集した。しかし、番組開始当初コーナーにお便りが来なかった為、パーソナリティ一同がサークルに女性はいるのか?という疑惑を持つこととなる。

- こんな●●は嫌だ!
  - まさに読んで字の如し。クスッと笑える一品を募集したがシュールな内容だった。

- オタク川柳
  - オタクならではの小粋な川柳をリスナーから募集し、監督が、天地人魚（十干、甲・乙・丙・丁・戊・己・庚・辛・壬・癸の代わり）で判定する。

尚、本番組の復帰を見込んで現在もメール投稿フォームは残されているが、投函したメールがどうなってしまうのかは誰も知らない。

## プログラム

### 浮気なパイレーツ　春の池端監督祭り
本番組を開始する元となった前座的番組。前半は光と水のダフネを振り返り、後半はげんしけんについての内容。

### 第1回
記念すべき初回なのに、なんと早速監督が欠席。

### 第2回
今度は店長が欠席。

### 第3回
やっと人そろい更にゲストをむかえ、4人でビートルズごっこをする。

### 第5回
この番組で唯一女性が登場した回。BL（BOYS LOVE）話で盛り上がる。

### 第13回
最終回。一応シリーズ最終回ということになっている。又やりましょうといいつつ現在に至る。UPLIFTかくかたりきの第3回で1年ぶりの復活をはたした。